# جودي برمنغهام
جودي برمنغهام (بالإنجليزية: Judy Birmingham)‏ هي عالمة الإنسان أسترالية وبريطانية، ولدت في 1932 في إسكس في المملكة المتحدة.